# Kol Facula
La Kol Facula è una struttura geologica della superficie di Callisto.